# Winnie's Dance
Winnie's Dance è un cortometraggio muto del 1912 diretto da Ashley Miller. Il soggetto è tratto da una storia di Carolyn Wells.

## Produzione
Il film fu prodotto dalla Edison Manufacturing Company.

## Distribuzione
Distribuito dalla General Film Company, il film - un cortometraggio in una bobina - uscì nelle sale cinematografiche degli Stati Uniti il 13 aprile 1912.